# 내셔널 농구 리그 (뉴질랜드)
내셔널 바스켓볼 리그(National Basketball League)는 뉴질랜드의 프로 농구 리그이다.

## NBL 팀
| 팀                    | 연고지                          | 경기장                  |
| --------------------- | ------------------------------- | ----------------------- |
| 캔터베리 램스         | 크라이스트처치, 캔터베리        | 코울스 스타디움         |
| 호크스베이 호크스     | 네이피어, 호크스베이            | 페키그루 그린 아레나    |
| 마너와투 제츠         | 파머스턴노스, 마너와투-왕거누이 | 아레나 마너와투         |
| 넬슨 자이언츠         | 넬슨                            | 트라팔가 센터           |
| 사우스랜드 샤크스     | 인버카길, 사우스랜드            | 스타디움 사우스랜드     |
| 오세아나골드 너기츠   | 더니든, 오타고                  | 에드거 센터             |
| 수퍼시티 레인저스     | 오클랜드                        | 트러스트 스타디움       |
| 타라나키 마운틴에어스 | 뉴플리머스, 타라나키            | TSB 스타디움            |
| 와이카토 피스턴스     | 해밀턴, 와이카토                | 해밀턴 보이즈 하이 스쿨 |
| 웰링턴 세인츠         | 웰링턴                          | TSB 뱅크 아레나         |

## 같이 보기
- 내셔널 바스켓볼 리그(오스트레일리아)
- 뉴질랜드 농구 국가대표팀